# Igreja Matriz de Cristina
A Igreja Matriz de Cristina é um templo da Igreja Católica construído na primeira metade do século XIX, localizado na cidade brasileira de Cristina (Minas Gerais), sede da paróquia do Divino Espirito Santo.

## Histórico
Tendo partido arquitetônico neorromânico, o prédio ostenta simbologia típica franciscana com duas torres sineiras e nave central. Concluída por volta de 1885, àquele ano tinha à frente dos trabalhos o pároco Padre José Pinto Gonçalves. A primeira construção trazia assoalhos e forros em madeira e tribunas abertas para o corpo que era fechado com grades, seguindo o costume construtivo que visava separar os escravos de seus senhores durante as celebrações religiosas. Na pequena torre central existia um relógio. Em meados da década de 1920 a torre direita desabou, sendo construída outra no mesmo estilo. A fachada do templo foi reformada por volta de 1936 pelo então pároco o Monsenhor Roque Consentino, tendo nesta intervenção se conservado apenas a nave e o presbítero.
No ano de 1948, tendo na paróquia o Cônego Artêmio Schiavon, o corpo da antiga construção foi demolido. Foi aproveitado o frontispício que fora reformado anteriormente. As obras das novas naves, capela-mor e sacristia duraram por quatro anos. No ano de 1971 a igreja passou pela sua primeira grande reforma.
A maior descaracterização da construção se deu entre os anos de 1985 e 1986. Na ocasião toda fiação elétrica foi substituída, o presbítero foi ampliado, além de obras como a substituição da escada de madeira que dá acesso às torres por escadas de metal, a construção de banheiros e dos muros que circundam a Igreja. Dois altares e a mesa de comunhão foram destruídos e a pia batismal vendida. Depois disto a Matriz foi novamente reformada no ano de 1996, sem novas descaracterizações.